# إسبلكنون متباين الأوراق
إسبلكنون مسترجن (الاسم العلمي:Splachnum purpurascens) هو نوع من النباتات يتبع جنس الإسبلكنون من الفصيلة الإسبلكنونية.